# Anolis clivicola
Anolis clivicola este o specie de șopârle din genul Anolis, familia Polychrotidae, descrisă de Thomas Barbour și Shreve 1935. A fost clasificată de IUCN ca specie cu risc scăzut. Conform Catalogue of Life specia Anolis clivicola nu are subspecii cunoscute.